# نعيم دنكور
السير نعيم إلياهو دنكور (ولد في أبريل 1914 – توفي في 19 نوفمبر 2015) وهو رجل أعمال عراقي يهودي ولد في بغداد وانتقل للإقامة في لندن، بريطانيا. منحته الملكة إليزابيث لقب السير إكراماً لنشاطه ومشاريعه الخيرية والثقافية.

## النشأة
ولد نعيم دنكور في بغداد في عام أبريل 1914، في بيت جدهُ الحاخام الأكبر عزرا دنكور، وكان والده تاجر ورق بحكم صنعة العائلة، التي أسست أقدم المطابع الأهلية للكتب في عام 1904، وفي حينها كانت الأسرة تستورد الورق من السويد، لتصدر مئات الكتب باللغة العربية التي انتشرت في المشرق، علاوة على الكتب المدرسية للمراحل الابتدائية والثانوية والعليا.
والد نعيم دنكور هو إلياهو دنكور الذي أصدر في عام 1929 جريدة “الدليل” الاقتصادية الأسبوعية، ثم أصدر في عام 1936 “الدليل العراقي الرسمي” في مجلدين ضخمين باللغة العربية والإنكليزية. ولقد بقي إلياهو دنكور في العراق، ولم يغادره سوى في عام 1973.
في عمر السابعة عشرة، قرّر نعيم دنكور القيام بمغامرة شخصية من أجل التعلم، فسافر إلى لندن في رحلة استغرقت خمسة أيام، ليدرس الهندسة بدءاً من العام 1930. ثم عاد إلى بغداد ليلتحق بالخدمة العسكرية الإلزامية. وهناك التقى بمن سيصبح صديقه وشريكه لاحقاً أحمد صفوات.

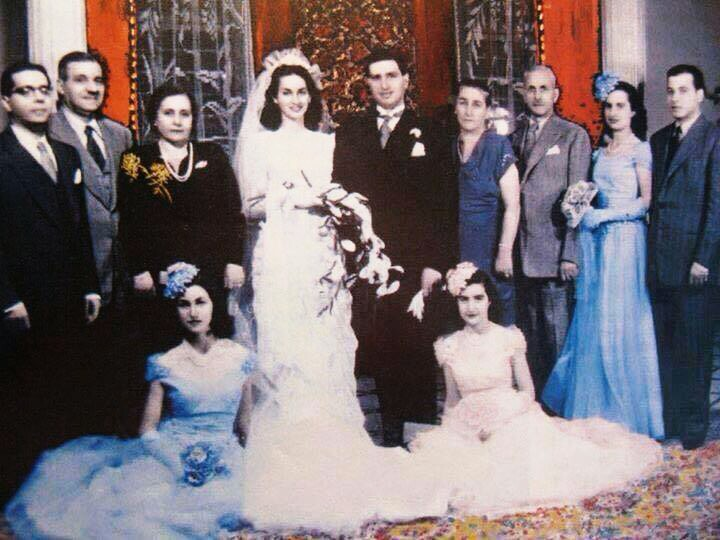
حفل زفاف نعيم دنكور من ملكة جمال العراق رينيه دنكور في عام نوفمبر 1947

في نوفمبر 1947 تزوج نعيم من ملكة جمال العراق الأولى وأبنة عمه رينيه دنكور وأنجب منها أربعة أطفال، توفي البروفيسور نعيم دنكور يوم 19 نوفمبر 2015م في لندن بعد أن تجاوز عمره الواحد بعد المئة.

## مسيرته الفنية
كان أول مشروع قام به في بغداد مع أحمد صفوة، أنشاؤه بعد دراسته في لندن، وكان برنامج تسويق متكامل لوضع عبارة “صنع في العراق” على زجاجات الكوكاكولا ونشر في الصحف العراقية مجموعة من الإعلانات التي غزا بها عام 1950 وكتب “قريباً سترون القنينة التي تجلب السعادة عبر العالم‘‘.
استطاع إطلاق مشروعه في صيف 1950. ختم على نموذج الزجاجة الأصلية علامة كوكاكولا بالعربية والإنكليزية، وكتب على الغطاء "تعبئة العراق". الصحف التي صدرت بعد انطلاق العمل صرحت "بعد أشهر من الانتظار ها هي معنا الآن! "، مما يدل أنه كان هنالك تأخير لإدخال كوكاكولا إلى سوق العراق.
لكن عمل نعيم دنكور لم يكن يقتصر على المشروبات الغازية، فقد كان رجل الأعمال العراقي وأبناً لأول من طبع القرآن الكريم في العراق.
على الرغم من نجاحه الباهر في مجال العمل والصناعات الحرة في العراق هاجر من البلد عام 1964م بسبب الأوضاع السياسية المضطربة وملاحقة الحكومة لليهود في العراق، عندما ترك العراق استقر في المملكة المتحدة تاركاً خلفه كل ممتلكاته وتجارته الناجحة وأصدقاءه، بعد مجيء البعث إلى السلطة في تموز عام 1968م، أصدرت مرسوماً على يهود العراق أما العودة أو مصادرة جميع ممتلكاتهم، اختار اللجوء تاركاً ممتلكاته وأمواله، مارس حياته العملية في انكلترا في بناء العقارات وتطوير الأعمال التجارية، وبعد فترة وجيزة التحق به أبناؤه الأربعة تاركين موطنهم الأصلي العراق.
ضمن أعماله الخيرية أسس مركزاً اجتماعياً في غرب كنسنغتون للمهاجرين الجدد وتقديم الخدمات المختلفة لهم، هذا المركز الخيري يعد صرحاً علمياً كبيراً ومشروعاً ثقافياً اجتماعياً عظيماً، حيث النسبة العظمى من الطلاب فيه من ذوي اللاجئين الذين لا يجيدون الإنكليزية، وتكون الإنكليزية اللغة الثانية لهم، فيساعدهم المركز ليتخطوا الحواجز اللغوية من المرحلة السابقة إلى المستوى (A).
عام 1971م أسس مجلة (سكرايب) ليهود بابل، وذلك لتوحيد الشتات اليهودي العراقي، وقد ترأس تحريرها باعتباره المساهم الكبير فيها لأكثر من ثلاثين عاماً، كان للمجلة دور في توثيق تاريخ تجارب المهجر، كما أنشأ مؤسسة (المنفيون) كمؤسسة خيرية في مساعدة ودعم الجانب التعليمي في بريطانيا وأنحاء العالم، ومن ضمن نشاطات المؤسسة مساعدة المدارس من الهدم ومشروع الأرز في القدس وإرسال عشرة آلاف من الأكياس أسبوعياً للمدن الفقيرة.
عند سماع البروفسور نعيم دنكور بالحصار والجوع والمرض الذي أصاب العوائل العراقية نتيجة الحصار الاقتصادي المفروض على العراق بعد حرب الخليج الأولى، قام سراً بإرسال ما يقارب من مليون باون استرليني عبرَّ مكاتب تحويل للأموال موثوق بها لدعم العوائل المحتاجة، لكن كان للسير دنكور شرطان في منح هذه العوائل، الأول أن لا يعرف المحتاج من أرسل المساعدات والثاني أن لا يقال للبروفسور دنكور مَن استلمها.
قدم البروفسور نعيم دنكور عام 2005م منحة مليون جنيه استرليني لطلاب الجامعات البريطانية، وفي تموز عام 2006م حصل على أعلى وسام في بريطانيا من الملكة اليزابث الثانية في عيدها الثمانين، عندما منحته وسام الإمبراطورية البريطانية جزاء لأعماله الخيرية في دعم مجال التعليم.
يعد البروفسور نعيم دنكور من كبار المؤرخين والمعلقين السياسيين والنقاد في بريطانيا في مقالاته وتعليقاته في الصحف البريطانية ولا سيما في مجلة سكرايب، تظهر هذه المقالات على مدى إطلاعه على ما يحدث في بريطانيا والعراق والبلاد العربية والإسلامية.
من ضمن مشاريعه الخيرية، ذكرت صحيفة التايمز أن المليونير العراقي دنكور تبرع بثلاثة ملايين باوند كمنح لزمالات علمية للتلاميذ العراقيين الفقراء في الجامعات البريطانية وفي غيرها من الأقطار، لذلك نقدم للبروفسور دنكور كل التقدير والاحترام الخاص لمواقفهُ الوطنية والنبيلة في مجال دعم العلم والتعليم ومساعدة الفقراء والمحتاجين، الذي بقى طوال حياته بمشاعره وقلبه مشدوداً للعراق.
عام 2010م انتخب البروفسور نعيم دنكور رئيساً فخرياً لرابطة الجامعيين اليهود النازحين من العراق بدعوة من البيروفسور سامي موريه، يعتبر دنكور من مؤسسي صندوق رأس الجالوت في لندن (The Exilarch's Foundation London) الذي يرأسه. ويعتبر من كبار أعيان العراق في لندن، إذ وهب الكثير من ثروته لخدمة أبناء وطنه العراق.
رحل السير البروفيسور نعيم دنكور يوم 19 نوفمبر 2015م في لندن بعد أن تجاوز عمره الواحد بعد المئة.

## حصوله على لقب السير
منحت ملكة بريطانيا اليزابيث الثانية للبروفيسور نعيم دنكور رتبة "سير" Sir في يوم ميلادها عام 2015، وذلك اكراماً لنشاطه الاستثنائي في مضمار مشاريعه الخيرية والثقافية والصحية والدينية والتفاهم بين الاديان. حيث تبرع نعيم دنكور بالملايين لتمويل المنح الدراسية في الجامعات البريطانية وفي غيرها من الاقطار بما فيها العراق.
ومن القصائد الرائعة للشاعر د. جبار جمال الدين، مهـنئاً بهـا البروفيسور نعيم دنكور على لقب "سير" من ملكة بريطانيا إليزابيث الثانية إذ قال :